# Ortsfremde
Ortsfremde oder Auswärtige sind Personen, die nicht aus dem jeweiligen Ort bzw. aus der Gemeinde stammen oder sich nur zeitweilig in ihr aufhalten (siehe auch räumliche Mobilität).
Die Herkunft Ortsfremder lässt sich oft schwer oder gar nicht in historischen Quellen nachweisen. Ereignisse, die auch in den Kirchenbüchern verzeichnet worden sind, sind z. B. die Taufen von Kindern durchreisender Frauen; Trauungen, bei denen beide Partner nicht aus dem Ort stammen und nicht ansässig sind; Sterbefälle von Soldaten und Bettlern.
Ortsfremde haben von jeher die besondere Aufmerksamkeit der Genealogen gefunden, erhoffen sie sich doch dadurch die Aufklärung von Toten Punkten. In genealogischen Zeitschriften finden wir immer wieder Mitteilungen über Ortsfremde und Zufallsfunde. Für die anstelle von solchen zerstreuten Einzelmeldungen notwendige systematische großräumige Verkartung von Ortsfremden bzw. ihre Erfassung in Datenbanken gibt es aber bisher nur wenige gute Beispiele.
Ein solches Beispiel ist die Bergmannsche Exulantensammlung im Sächsischen Hauptstaatsarchiv Dresden, eine nach Familiennamen, Orten und Ständen gegliederte Datensammlung über Exulanten in Sachsen. Ausgewertet sind sowohl Belege über die Auswanderung in Böhmen und die Einwanderung in Sachsen, als auch die Kirchenbücher der Exulantensiedlungen, aus anderen Orten aber nur Zufallsfunde.